# 1622

## Esdeveniments
- 12 març: Canonització de quatre sants hispànics (Teresa de Jesús, Isidre el Llaurador, Ignasi de Loiola i Francesc Xavier) e Felip Neri per Gregori XV.
- Inici d'una guerra entre Espanya i Holanda.

## Naixements
- 4 de maig, Sevilla (Espanya): Juan de Valdés Leal, pintor (m. 1690).[1]
- 15 de gener, París (França): Jean-Baptiste Poquelin, dit Molière, dramaturg, actor i poeta francès.

## Necrològiques
Països Catalans
- 26 de setembre, Tortosa: Lluís de Tena Gomez, 86è President de la Generalitat de Catalunya.

Resta del món
- 20 de maig, Constantinoble, Imperi Otomà: Osman II, soldà otomà i emperador otomà.
- Japó: Hasekura Tsunenaga, samurai japonès que va liderar una missió diplomàtica a Mèxic i Europa.
- París, Regne de França: Frans Pourbus el Jove, pintor flamenc.